# Volker Lechtenbrink
Volker Lechtenbrink (Cranz (nu: Zelenogradsk, Rusland), 18 augustus 1944 – Hamburg, 22 november 2021) was een Duitse acteur, synchroonspreker, regisseur, intendant, tekstdichter en schlagerzanger.

## Jeugd en opleiding
Volker Lechtenbrink groeide op in Bremen en Hamburg en bezocht de wetenschappelijke school van het Johanneum en speelde reeds als 14-jarige mee in de film Die Brücke (1959). Van 1962 tot 1963 verpersoonlijkte hij in de tv-serie Alle meine Tiere aan de zijde van Gustav Knuth en Tilly Lauenstein in alle negen afleveringen hun zoon Ulli. Na de middelbare school bezocht hij een theaterschool in Hamburg en was daarna bij verschillende theaters onder contract.

## Carrière

### Als acteur
Van 1995 tot 1997 was Lechtenbrink intendant van de Bad Hersfelder Festspiele en van augustus 2004 tot juli 2006 bij het Hamburgse Ernst Deutsch-theater, waar hij ook als regisseur werkzaam was. Vanaf november 2006 stond hij daar voor de eerste keer met zijn jongste dochter Sophie op het podium in het stuk Dr. Med. Hiob Praetorius van Curt Goetz. Tussentijds trad hij op in talrijke tv-films en –series, waaronder Der Kommissar, Der eiserne Gustav, Ein Fall für zwei, Derrick, Die Männer vom K3, Großstadtrevier, Glückliche Reise, Der Alte, Siska, Tatort en Soko Leipzig. In de ZDF-tv-serie M.E.T.R.O. – Ein Team auf Leben und Tot speelde hij aan de zijde van Ursula Karven en Michael Roll de chefarts in een Hamburgse tropenkliniek. Ook verfilmingen van de populaire Rosamunde Pilcher- en Inga Lindström-reeks behoorden tot zijn repertoire als acteur. Als synchroonspreker leende hij zijn markante en sonore stem aan onder meer Kris Kristofferson, Dennis Quaid en vele andere.

### Als zanger
In 1976 nam hij zijn eerste plaat op als zanger. Het nummer Der Macher werd zijn eerste succes. Verdere liederen volgden, waarvoor hij meestal zelf de teksten schreef. Ook voor andere artiesten, waaronder Peter Maffay, was hij als tekstschrijver werkzaam. Ook schreef hij de tekst voor de Duitse bijdrage aan het Eurovisiesongfestival in 1983, waarmee de gebroeders Hoffmann & Hoffmann de 5e plaats scoorden uit 20 deelnemers. In 1979 kreeg hij bij de SR de eigen tv-show Live: Volker Lechtenbrink. Aan het begin van de jaren 1980 was hij als zanger en spreker te horen in een reclamespot voor moutkoffie (Caro), waarvoor zijn lied Ich mag werd omgeschreven. In de aflevering Irgendwan van de misdaadserie Ein Fall für Zwei speelde hij een hoofdrol en componeerde ook de gelijknamige titel van de aflevering.

## Onderscheidingen
In 2007 werd Lechtenbrink onderscheiden als beste vertolker van Die Brücke met de Deutscher Hörbuchpreis. In 2010 ontving hij voor zijn vertolking in Frost/Nixon bij de Hamburger Kammerspiele de Rolf Mares-prijs. In 2014 werd hij geëerd met de Biermann Ratjen-medaille van de stad Hamburg.

## Privéleven
Volker Lechtenbrink is vijf keer getrouwd geweest en woonde in Hamburg. Uit zijn vroegere relaties had hij een zoon en twee dochters. Hij overleed na een ziekbed op 77-jarige leeftijd.

## Film & televisie (selectie)
- 1958: Sie schreiben mit (televisieserie, meerdere afleveringen)
- 1959: Die Brücke
- 1959: Professor Schnellfisch (televisiefilm)
- 1960: Das Paradies
- 1961: Auf der Suche nach Glück
- 1961: Bei Pichler stimmt die Kasse nicht
- 1962: Becket oder Die Ehre Gottes (televisiefilm)
- 1962: So war Mama
- 1962–1963: Alle meine Tiere (televisieserie, 9 afleveringen)
- 1963: Man kann nie wissen
- 1963: Der schlechte Soldat Smith
- 1964: Eines schönen Tages
- 1965: Wahn oder Der Teufel in Boston
- 1966: Mrs. Dally
- 1966: Corinne und der Seebär
- 1967: Bratkartoffeln inbegriffen
- 1967: Pitchi Poi
- 1969–1971: Der Kommissar (televisieserie, 2 afleveringen)
- 1971: Geschäfte mit Plückhahn
- 1973–1981: Sonderdezernat K1 (televisieserie, 4 afleveringen)
- 1976: Das höfliche Alptraumkrokodil (televisiefilm)
- 1977: Die Dämonen - Die Brandstiftung (televisieserie)
- 1979: Der eiserne Gustav (tv-miniserie, 7 afleveringen)
- 1983:  Geschichten aus der Heimat - Sag 'Prost Neujahr', Liebling (televisieserie)
- 1985: Nun singet mal schön …
- 1986: Der Sommer des Samurai
- 1987: Die glückliche Familie (televisieserie, meerdere afleveringen)
- 1987–2007: Ein Fall für zwei (televisieserie, 7 afleveringen)
- 1987–1997: Derrick (televisieserie, 6 afleveringen)
- 1988: Der Fahnder - Nordend (televisieserie)
- 1988: Die Männer vom K3 - Spiel über zwei Banden (televisieserie)
- 1991–1993: Der Hausgeist (televisieserie, 19 afleveringen)
- 1992: Der lange Weg des Lukas B. (televisie-miniserie)
- 1992: Tücken des Alltags (televisieserie)
- 1993: Glückliche Reise - Venedig (televisieserie)
- 1994: Ein unvergeßliches Wochenende - In Südfrankreich (televisieserie)
- 1994: Faust - Jagd auf Mephisto (televisieserie)
- 1995: A.S. - Gefahr ist sein Geschäft - Die Jacke (televisieserie)
- 1996: Peter Strohm - Privatsache (televisieserie)
- 1996: Die Drei - Jetzt oder nie! (televisieserie)
- 1996–1998 Der Alte (televisieserie, 4 afleveringen)
- 1998: Großstadtrevier (televisieserie, 2 afleveringen)
- 1998: Im Namen des Gesetzes - Tödliches Training (televisieserie)
- 1998: Der Clown - Das Duell (televisieserie)
- 1998: Ein Mord für Quandt - Der Herzspezialist (televisieserie)
- 1999: Wohin mit den Witwen (korte film)
- 1999: Tatort: Habgier (televisieserie)
- 1999: Mordkommission - Ritter der Autobahn (televisieserie)
- 1999: Rosamunde Pilcher – Klippen der Liebe (televisieserie)
- 1999: Bella Block – Geflüsterte Morde (televisieserie)
- 1999–2004 Siska (televisieserie, 5 afleveringen)
- 2000: Dr. Stefan Frank – Der Arzt, dem die Frauen vertrauen - Das Wunschkind (televisieserie, S6/F8)
- 2001: SOKO Leipzig - Der letzte Blues (televisieserie)
- 2001: Auf Herz und Nieren
- 2001–2008 Küstenwache ((televisieserie), 2 afleveringen)
- 2002: In aller Freundschaft (televisieserie, 3 afleveringen artsrol)
- 2006: Rosa Roth – In guten Händen (televisieserie)
- 2006: M.E.T.R.O. – Ein Team auf Leben und Tod (televisieserie, 7 afleveringen)
- 2006: Die Kinder der Flucht - Breslau brennt! (televisieserie)
- 2007: Afrika, mon amour (televisie-miniserie)
- 2007: Rosamunde Pilcher – Der Mann meiner Träume
- 2007: Inga Lindström – Sommertage am Lilja-See (televisieserie)
- 2008: Meine wunderbare Familie (televisieserie, 2 afleveringen)
- 2009: Inga Lindström – Das Herz meines Vaters (televisieserie)
- 2010: Der Kriminalist - Schatten der Vergangenheit (televisieserie)
- 2011: In aller Freundschaft - Entlarvt und entzaubert (televisieserie)
- 2011: Als der Weihnachtsmann vom Himmel fiel
- 2012: Inga Lindström – Sommer der Erinnerung (televisieserie)
- 2014: Festes Froh (korte film)
- 2016: Sibel & Max - Alles im Griff (televisieserie)
- 2018: Heldt - Dinner mit Verbrechen (als gast)
- 2019: Jerks - Blütezeit (televisieserie)
- 2020: Viele Kühe und ein schwarzes Schaf (televisiefilm)

### Als regisseur
- 1976: Charleys Tante (voor tv)
- 1979: Zwei Mann um einen Herd (tv-serie) meerdere afleveringen
- 1983: Geschichten aus der Heimat (tv-reeks) meerdere afleveringen

### Als spreker
- 1987: Vom Seenotkreuzer zum Straßenkreuzer, der Transport der Theodor Heuss von der Nordsee in das Deutsche Museum München
- 2007–2014: Land im Gezeitenstrom
- 2007: Das zweite Königreich
- 2008: Michael Ballhaus – Eine Reise durch mein Leben
- 2010: Das Sandmännchen – Abenteuer im Traumland
- 2011: Das atomare Vermächtnis der Nordmeerflotte, ARD radiofeature
- 2011–2012; 2016: Der kleine Prinz, animatieserie bij de ARD
- 2013: Unsere Mütter, unsere Väter
- 2015: Land zwischen Belt und Bodden: Von den Förden zur Trave

- 2018: Land zwischen Oder und Newa: Von Riga bis St. Petersburg
- 2019: Peter Alexander - der Große!
- 2019: Land zwischen den Meeren: Dänemarks Nordseeküste
- 2019: Als der Norden im Schnee versank
- 2020: Land zwischen den Meeren: Von Skagen nach Flensburg
- 2021: Land zwischen den Strömen: Von der Elbe bis zur Ems

## Discografie

### Albums
- 1976: Der Macher
- 1977: Volker Lechtenbrink Nr. 2
- 1977: Alltagsgeschichten
- 1978: Meine Tür steht immer offen
- 1979: Der Spieler
- 1980: Leben so wie ich es mag
- 1981: Schon möglich
- 1982: Herz & Schnauze
- 1982: Wer spielt mit mir
- 1983: Lebe heute
- 1984: Zurückgelehnt
- 1987: Ich kann gewinnen
- 1989: Herzschlag

### Singles
- 1964: Geh zu dem andern / Bist du heute Abend auch allein
- 1964: Legionär (bist du schon mal durch tiefen Sand gelaufen) / Ein trauriger Sonntag

- 1975: Der Macher / Der Engelszungenteufel
- 1976: Junge, laß die Flasche steh’n / Volker und das Kind
- 1977: Harry Lehmann / Ein Stück Holz
- 1977: Erst drüben die Dame / Wir beide suchen die Sonne
- 1977: Du siehst zu gut aus / Ich bin pleite
- 1977: Hitch-Hike-Baby (Kleine Rasthaus-Lady) / Der Sänger
- 1978: Der Spieler / Die Geschichte vom Indianer Irah Hayes
- 1980: Leben so wie ich es mag / Wir sind zusammen und allein
- 1980: Dame und Clown / Ich kann nicht zurück
- 1980: Ein Indianer kennt keinen Schmerz / Zugbekanntschaft
- 1981: Ich mag / Rufen Sie 883
- 1982: Bei dir müßt’ ich aus Eis sein / Ich liebe dich
- 1982: Ich glaube Oma, du sitzt auf ’ner Wolke / Im Namen des Volkes
- 1983: Der Paul tritt ab / Ich mag Fußball
- 1983: Lebe heute / Ohne Dich
- 1984: Was können wir denn dafür tun? / Schlafe, mein Papa
- 1984: Annonce / Ein paar Jahre mehr
- 1985: Der Stuntman / Liebling, was machst Du für Sachen
- 1987: Irgendwann
- 1987: Ich kann gewinnen / Warum fängst du denn nicht an?
- 1988: Schweige / Vorsicht Zerbrechlich
- 1989: Wenn die Nacht kommt / Ich bin vernarrt
- 1989: Ich drück’ beide Augen zu / Verwirrt

## Luisterboeken
- 2003: Lauras Vermächtnis (van Wolfgang Seehaber), 3 audio-CD's, ISBN 3-937250-08-5
- 2005: Die Silberne Brücke (van Hertha Vogel-Voll), 4 audio-CD's, ISBN 3-9809174-4-4
- 2006: Hörspielserie Perry Rhodan: Sternenozean (verschijnt bij Verlagsgruppe_Lübbe Audio), rol: Perry Rhodan
- 2006: Die Brücke (van Manfred Gregor), 5 audio-CD's + 1 DVD met de film uit 1959, ISBN 3-9523087-3-0
- 2008: Dreifach (van Ken Follett), 6 audio-CD's, ISBN 978-3-7857-3381-3
- 2009: 2012: Das Ende aller Zeiten (van Brian D' Amato), 8 audio-CD's, ISBN 978-3-7857-3810-8
- 2010: Gib die Dinge der Jugend mit Grazie auf! 2 audio-CD's, ISBN 978-3-455-30684-2
- 2012: Die Nacht des Zorns (van Fred Vargas), 6 audio-CD's, ISBN 978-3-7857-4700-1.

- Gemeinsame Normdatei: 123232953
- International Standard Name Identifier: 0000 0000 8369 0086
- Library of Congress Control Number: no2004099494
- MusicBrainz: ef371e9c-c17d-4c24-88a8-9a2fd91df6de
- Réseau des bibliothèques de Suisse occidentale: 02-A010986086
- Système universitaire de documentation: 12884051X
- Virtual International Authority File: 8289946
- WorldCat: E39PBJvt4fWBg3X4BbHht89CcP